# Lyantonde (district)
Le district de Lyantonde est un district d'Ouganda. Sa capitale est Lyantonde.

## Histoire
Ce district a été créé en 2007 par séparation de la partie nord de celui de Rakai.